# مطار ونزهو يونجقيانج الدولي
مطار ونزهو يونجقيانج الدولي (بالإنجليزية: Wenzhou Yongqiang International Airport) (إياتا: WNZ، إيكاو: ZSWZ) يقع في مدينة ونزهو في جمهورية الصين الشعبية. صنف مطار ونزهو يونجقيانج الدولي في المرتبة التاسعة والعشرون في الصين من حيث عدد الركاب عام 2011 وفقًا لإدارة الطيران المدني في الصين، حيث تعامل مع 5,598,674 راكب، وبلغ إجمالي حركة الطائرات (القادمة والمغادرة) 49,995 طائرة وقد بلغت كمية البضائع المنقولة عبر المطار 48,997 طن.

## شركات الطيران والوجهات
| شركـات طيـران          | الوجهات |
| ---------------------- | --- |
| 9 Air                  | مطار دون موينغ، مطار تشونغتشينغ جيانغبى الدولي، مطار قوانغتشو باييون الدولي، مطار قوييانغ لونغدونغابو الدولي، مطار تونغرين فينغوانغ |
| Air Chang'an           | مطار قوييانغ لونغدونغابو الدولي، مطار شيان شيانيانغ الدولي، مطار ييتشانغ سانشيا |
| طيران الصين            | مطار بكين العاصمة الدولي، مطار بكين داشينغ الدولي، مطار تشانغتشون الدولي، مطار تشنغدو شوانغليو الدولي، مطار جينغديو الجديد، مطار تشونغتشينغ جيانغبى الدولي، مطار قوانغتشو باييون الدولي، مطار قوييانغ لونغدونغابو الدولي، مطار هايلار دونغشان (تبدأ في 1 سبتمبر 2023)، مطار مالبينسا، مطار إنتشون الدولي، مطار تاييوان وسو الدولي، مطار تيانجين الدولي، مطار شيان شيانيانغ الدولي، مطار تشنغتشو الدولي |
| Air Guilin             | مطار إينشي شوجيابينغ، مطار تشنغتشو الدولي |
| طيران ماكاو            | مطار ماكاو الدولي |
| كاثي باسيفيك           | مطار هونغ كونغ الدولي |
| Chengdu Airlines       | مطار أنقينج تيانزهوشان، مطار تشنغدو شوانغليو الدولي، مطار جينغديو الجديد، مطار قوييانغ لونغدونغابو الدولي، مطار هايكو ميلان الدولي، مطار هينغيانغ نانيوي، مطار جييانغ شاوشان، مطار كونمينغ جانغشوي الدولي |
| خطوط شرق الصين الجوية  | مطار بكين داشينغ الدولي، مطار جينغديو الجديد، مطار تشونغتشينغ جيانغبى الدولي، مطار قوانغتشو باييون الدولي، مطار هوانغشان تونشي الدولي، مطار جييانغ شاوشان، مطار كونمينغ جانغشوي الدولي، مطار لانتشو تشونغ تشوان، مطار يوتشو بيلين، مطار لوئهو يونلونغ، مطار نانينغ الدولي، مطار غينغادو جياودونغ الدولي، مطار ليوناردو دا فينشي، مطار تاييوان وسو الدولي، مطار ووهان الدولي، مطار شيان شيانيانغ الدولي، مطار تشيانغ مينغانغ، مطار تشنغتشو الدولي |
| طيران الصين اكسبرس     | مطار بيجي فيشونغ، مطار تشانغده تاوهوايوان، مطار تشونغتشينغ جيانغبى الدولي، Ezhou، مطار نانيانغ جيانغ يينغ |
| خطوط جنوب الصين الجوية | مطار تشانغتشون الدولي، مطار تشانغشا هوانغوا الدولي، مطار داليان الدولي، مطار قوانغتشو باييون الدولي، مطار قوييانغ لونغدونغابو الدولي، مطار هايكو ميلان الدولي، مطار شينزين باوان الدولي، مطار أورومتشي الدولي، مطار ووهان الدولي، مطار خه هوا تشانغجياجيه، مطار تشنغتشو الدولي |
| China United Airlines  | Bazhong، مطار بكين داشينغ الدولي، مطار تشانغتشون الدولي، مطار تشانغشا هوانغوا الدولي، Dazhou، مطار دونغينغ شنغلي، مطار فوشان شادي، مطار قوانغتشو باييون الدولي، مطار هايلار دونغشان، مطار هاندان، مطار هانتشونغ جهينغو، Heze، مطار هوايان ليانشوي (تبدأ في 21 يوليو 2023)، مطار كونمينغ جانغشوي الدولي، Lianyungang، مطار يوتشو بيلين، مطار لوئهو يونلونغ، مطار ميانيانغ نانيجو، مطار اوردوس إيجين هورو، مطار شينزين باوان الدولي، مطار شيجياتشوانغ تشنغدينغ الدولي، مطار تيانجين الدولي، مطار تونغرين فينغوانغ، مطار ووهان الدولي، مطار ييتشانغ سانشيا، مطار تشوشان بوتوشان، مطار زوني شينزهو |
| Chongqing Airlines     | مطار تشونغتشينغ جيانغبى الدولي، مطار قوانغتشو باييون الدولي، مطار يشهون مينغيويشان |
| سيتي لينك              | عارض: مطار سوكارنو هاتا الدولي |
| خطوط هاينان الجوية     | مطار بكين العاصمة الدولي، مطار تشانغشا هوانغوا الدولي، مطار تشونغتشينغ جيانغبى الدولي، مطار غيونغهاي بواو، مطار شينزين باوان الدولي، مطار تاييوان وسو الدولي، مطار أورومتشي الدولي، مطار ووهان الدولي |
| Hebei Airlines         | مطار شيجياتشوانغ تشنغدينغ الدولي، مطار تانغشان سانوهي |
| خطوط جونياو الجوية     | مطار تشانغشا هوانغوا الدولي، مطار جينغديو الجديد، مطار قوييانغ لونغدونغابو الدولي، مطار تونغرين فينغوانغ |
| Kunming Airlines       | مطار كونمينغ جانغشوي الدولي |
| Lanmei Airlines        | مطار بنوم بنه الدولي |
| ليون إير               | موسمي عارض: مطار نغوراه راي الدولي |
| طيران لونج             | مطار بيجي فيشونغ، مطار تشانغشا هوانغوا الدولي، مطار تشانغتشو بيننو، مطار جينغديو الجديد، مطار تشونغتشينغ جيانغبى الدولي، مطار داليان الدولي، مطار قوييانغ لونغدونغابو الدولي، مطار هاربين الدولي، Jingzhou، مطار كاليبو الدولي، مطار كورلا، مطار لانتشو تشونغ تشوان، مطار لوئهو يونلونغ، مطار شنيانغ الدولي، مطار شينزين باوان الدولي، مطار تاييوان وسو الدولي، مطار تيانجين الدولي، مطار ووهان الدولي، مطار شانغينغ ليوجي، مطار شينينغ الدولي، مطار شيشوانغباننا غاسا، مطار سوزهو جوانين، مطار ينتشوان خه دونغ، مطار يويانغ، مطار تشنغتشو الدولي، مطار زوني شينزهو                            |
| خطوط لاكي الجوية       | مطار كونمينغ جانغشوي الدولي، مطار ساني ليجيانغ، مطار تشنغتشو الدولي |
| Pacific Airlines       | موسمي عارض: مطار فو كوك الدولي |
| Qingdao Airlines       | مطار قوييانغ لونغدونغابو الدولي، مطار لانتشو تشونغ تشوان، مطار نانينغ الدولي، مطار غينغادو جياودونغ الدولي، Zhanjiang |
| Ruili Airlines         | مطار داليان الدولي، مطار كونمينغ جانغشوي الدولي |
| خطوط شاندونغ الجوية    | مطار أنشهون هوانغشو، مطار قويلين يانغ جيانغ الدولي، مطار قوييانغ لونغدونغابو الدولي، مطار جينان الدولي، مطار تشوهاى سانزو |
| خطوط شانغهاي الجوية    | مطار سوفارنابومي الدولي، مطار تشونغتشينغ جيانغبى الدولي، مطار داتونغ يونغانغ، مطار قويلين يانغ جيانغ الدولي، مطار قوييانغ لونغدونغابو الدولي، مطار هاربين الدولي، مطار جينان الدولي، مطار كونمينغ جانغشوي الدولي، مطار غيونغهاي بواو، مطار شانغهاي هونغكياو الدولي، مطار شانغهاي بودنغ الدولي، مطار شنيانغ الدولي، مطار يهاي داسهويبو، مطار ووهان الدولي، مطار شينينغ الدولي، مطار يانتاي جاوشوي الدولي، مطار ينتشوان خه دونغ، مطار تشنغتشو الدولي |
| خطوط شينزين الجوية     | مطار قوانغتشو باييون الدولي، مطار هاربين الدولي، مطار ليني شوبولينغ، مطار ميانيانغ نانيجو، مطار نانينغ الدولي، مطار سانيا فينيكس الدولية، مطار شنيانغ الدولي، مطار شينزين باوان الدولي، مطار شيان شيانيانغ الدولي، مطار يبين واليانجي، مطار يونتشنغ قوانقونغ، مطار تشنغتشو الدولي |
| خطوط سيتشوان الجوية    | مطار تشانغشا هوانغوا الدولي، مطار تشنغدو شوانغليو الدولي، مطار جينغديو الجديد، مطار تشونغتشينغ جيانغبى الدولي، مطار قويلين يانغ جيانغ الدولي، مطار هايكو ميلان الدولي، مطار هاربين الدولي، مطار سانيا فينيكس الدولية، |
| خطوط سريويجايا الجوية  | عارض: مطار سوكارنو هاتا الدولي |
| سبرينغ (شركة طيران)    | مطار فويانغ شيغوان، مطار هوايان ليانشوي، مطار جينان الدولي، مطار لانتشو تشونغ تشوان، مطار لويانغ الدولي، مطار شيجياتشوانغ تشنغدينغ الدولي، مطار شيان شيانيانغ الدولي |
| خطوط سوبارنا الجوية    | مطار قوييانغ لونغدونغابو الدولي |
| خطوط تيانجين الجوية    | مطار داليان الدولي، مطار هايكو ميلان الدولي، مطار هوهوت بايتا الدولي، مطار هويزهو، مطار جييانغ شاوشان، مطار غينغادو جياودونغ الدولي، مطار تيانجين الدولي،مطار نانيانغ يانتشنغ، مطار يولين يو يانغ، مطار تشنغتشو الدولي، مطار تشوهاى سانزو |
| طيران التبت            | مطار غولمود، مطار لاسا الدولي، مطار لوئهو يونلونغ، مطار ميانيانغ نانيجو، مطار شينينغ الدولي |
| أورومتشي للطيران       | مطار نانشونغ غاوبينغ، مطار أورومتشي الدولي، مطار وانتشو وتشياو، مطار تشنغتشو الدولي |
| West Air ‏              | مطار تشونغتشينغ جيانغبى الدولي، مطار تشنغتشو الدولي |